# Janelle Saffin

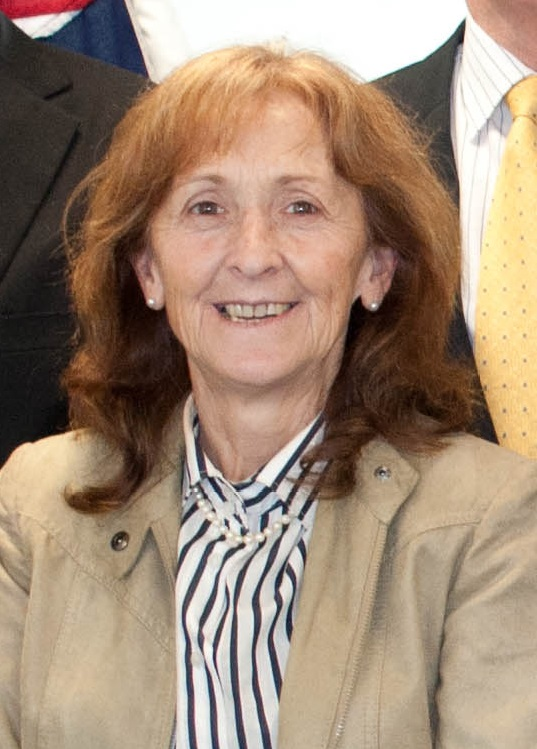
Janelle Saffin (2011)

Janelle Anne Saffin (* 1. November 1954 in Ipswich, Queensland, Australien) ist eine australische Politikerin. Sie ist Mitglied der Australian Labor Party (ALP).

## Werdegang
Saffin verließ im Alter von 13 Jahren die Schule, lernte dann aber selbständig, um die Qualifikationen zu erhalten für ihre späteren Berufsausbildungen. Sie hat eine Ausbildung als Lehrerin und Anwältin. Sie besuchte das Northern Rivers College of Advanced Education in Lismore (New South Wales) und die Macquarie University.
Saffin arbeitete zunächst als Lehrerin und betrieb ein kleines Geschäft. Daneben war sie aktiv in Gemeinschaftseinrichtungen und lokalen Wohltätigkeitsorganisationen. Saffin trat 1982 in die ALP ein, wo sie auf lokaler Ebene führende Positionen einnahm. Sie war Parteidelegierte bei Parteitagen auf Landes- und Staatsebene und Mitglied des Corrective Services Advisory Council. Zudem war Saffin Präsidentin des North Coast Breast Screening Program und Mitglied des Komitees des Northern Rivers Social Development Council.
1991 kandidierte Saffin für Lismore erfolglos für die New South Wales Legislative Assembl, doch 1995 gelang Saffin der Sprung in den New South Wales Legislative Council, dem sie vom 25. März 1995 bis 28. Februar 2003 angehörte. Vom 17. November 1999 bis 13. November 2001 war Saffin Mitglied des Ausgewählten Komitees zur Zunahme der Zahl der Gefängnisinsassen.
Saffin begann für das Entwicklungsprogramm der Vereinten Nationen (UNDP) zu arbeiten und wurde Sonderberaterin von Sukehiro Hasegawa, dem UN-Sonderbeauftragter für Osttimor (2004–2006). Zudem wurde sie politische Chefberaterin für den Bereich Politik und Recht für Friedensnobelpreisträger und Außenminister José Ramos-Horta, der infolge der Krise um die Unruhen in Osttimor 2006 erst Premierminister und von 2007 bis 2012 Staatspräsident wurde. Noch heute ist Saffin Sonderberater und Vertraute von Ramos-Horta.
2007 und 2010 wurde sie für den Wahlkreis Page in das Australische Repräsentantenhaus gewählt. Ihre Amtszeit dauerte vom 24. November 2007 bis zum 7. September 2013, dann verlor sie die folgende Wahl.
Seit dem 23. März 2019 gehört Saffin der New South Wales Legislative Assembly und dem Gemeinderat von Lismore an.

## Weiteres Engagement
Saffin ist Mitglied des Far North Coast Domestic Violence Liaison Committee, der Northern Rivers Regional Economic Development Organisation und Amnesty International. Außerdem gehört sie dem Board of Governors NSW Law Foundation, der International Commission of Jurist (Australian Section), dem Honorary Secretary Burma Lawyers Council (Australian Section) und der NSW Law Society an.
Des Weiteren interessiert sie sich für Entwicklungspolitik bei den Nachbarstaaten Australiens. Neben Osttimor liegt ihr Augenmerk auf Myanmar. Saffin gründete die Australia-Myanmar Parliament Group, der sie auch vorstand. Daneben arbeitete sie mit mehreren Organisationen aus Myanmar zusammen, inklusive solche der verschiedenen ethnischen Nationalitäten im Land und allen politischen Parteien. Saffin ist Schirmherrin des Australia-Myanmar University Constitutional Democracy Project. Außerdem war sie Gründungsschirmherrin der Australia-Myanmar Chamber of Commerce.

## Auszeichnungen
2015 erhielt Saffin von Osttimors Präsidenten Taur Matan Ruak die Medal des Ordem de Timor-Leste.

## Persönliches
Saffin ist mit Jim Saffin verheiratet und hat einen Sohn und drei Stiefsöhne. Als Hobbys nennt sie Lesen, Spazieren gehen, Schwimmen und Filme.

## Veröffentlichungen
- José Ramos-Horta, Janelle Saffin: Ending Myanmar’s Blame Game, 13. April 2017